# 김종신 (정치인)
김종신(1904년 10월 5일~1977년 11월 12일)은 대한민국의 정치인이다. 제3대 국회의원을 지냈다.

## 역대 선거 결과
|  | 39.99% |

|  | 40.45% |

|  | 8.1% |